# Лорнано (Сијена)
Лорнано је насеље у Италији у округу Сијена, региону Тоскана.
Према процени из 2011. у насељу је живело 87 становника. Насеље се налази на надморској висини од 297 м.